# Mother (пісня Акселя Ірсу)
«Mother» (укр. Мати) — пісня у виконанні бельгійського співака Акселя Ірсу, з якою він представив Бельгію на конкурсі пісні «Євробачення 2014».

## Відбір
Пісня обрана 16 березня 2014 на національному відборі Бельгії на «Євробачення», що дозволило Акселю представити свою країну на міжнародному конкурсі пісні «Євробачення 2014», який пройшов у Копенгагені, Данія. 

## Трек-лист
| Digital download | Digital download         | Digital download |
| #                | Назва                    | Тривалість       |
| ---------------- | ------------------------ | ---------------- |
| 1.               | «Mother» (Eurosong 2014) | 3:00             |

## Позиції в чартах
| Чарт (2014)                 | найвища позиція |
| --------------------------- | --------------- |
| Бельгія (Ultratop Flanders) | 8               |
| Бельгія (Ultratop Wallonia) | 22              |